# Переселення (село)
Переселе́ння — село в Україні (Обухівський район Київської області). Населення становить 1741 особу.

## Населення

### Мова
Розподіл населення за рідною мовою за даними перепису 2001 року:
| Мова            | Кількість | Відсоток |
| --------------- | --------- | -------- |
| українська      | 1490      | 96.82 %  |
| російська       | 34        | 2.21 %   |
| румунська       | 9         | 0.59 %   |
| білоруська      | 4         | 0.26 %   |
| інші/не вказали | 2         | 0.12 %   |
| Усього          | 1539      | 100 %    |

## Історія
Село Переселення засноване в 1697 році. Уперше в історичних документах село згадується 1845 року. Його заснували переселенці з Кагарлика. Звідси й назва села. Також є версія, що село так назване у зв'язку з переселенням майстрів та робітників з Чехії для роботи на цукрових заводах Кагарлика. У 1855 році жителі брали участь у селянському повстанні — Київській козаччині. 20 травня 1905 року відбувся страйк в економії поміщика Черткова, яким керували Царенко, А. Барило, К. П'ятниця, Ф. Сарапин.
1922 року в Переселенні створена сільськогосподарська артіль.
За активну участь у Другій світовій війні 369 односельчан відзначені радянськими нагородами.
Колгосп «Комунар» мав 3,7 тис. га сільськогосподарських угідь, у тому числі 3,5 тис. га орної землі. За самовіддану працю 22 колгоспники нагороджені орденами й медалями СРСР. Голова правління колгоспу І. П. Мусієнко удостоєний ордена Леніна.

## Відомі люди
- Куян Володимир Григорович (1926—2025) — український науковець, доктор сільськогосподарських наук.